# Изоглоса
Изоглоса (грч. isos - једнак и грч. glōssa - говор) је линија која на географској карти одваја области различитих језика, дијалеката и других језичких особина.